# John Byng, 1. hrabě ze Straffordu
John Byng, 1. hrabě ze Straffordu (John Byng, 1st Earl of Strafford, 1st Viscount Enfield, 1st Baron Strafford) (1772, Londýn, Anglie – 3. června 1860, Londýn, Anglie), byl britský polní maršál. Uplatnil se jako úspěšný vojevůdce za napoleonských válek, po bitvě u Waterloo byl pověřen obsazením Paříže. Později byl vrchním velitelem v Irsku, dosáhl titulu hraběte (1847) a nakonec byl povýšen na maršála (1855). Jeho vnuk Julian Byng, 1. vikomt Byng (1862–1935) byl úspěšným britským vojevůdcem za první světové války, generálním guvernérem v Kanadě (1921–1926) a nakonec polním maršálem (1932).

## Kariéra

Erb 1. hraběte ze Straffordu

Pocházel ze šlechtické rodiny Byngů, která dosáhla významného postavení díky službě v námořnictvu v 18. století. Byl pravnukem admirála George Bynga (1663–1733). Narodil se jako mladší syn důstojníka a poslance George Bynga (1735–1789), po matce Anne Conolly z bohaté irské rodiny zdědil statky v Irsku v hrabství Londonderry. Po matčině linii byl synovcem irského místokrále Johna Hobarta, hraběte z Buckinghamshire, a velitele ve válce proti USA, generála Williama Howe. Studoval ve Westminsteru a od roku 1793 sloužil v armádě. Již v roce 1794 dosáhl hodnosti kapitána. Během francouzských revolučních válek byl zraněn v Holandsku. Později byl pobočníkem generála Richarda Vyse během povstání v Irsku, během něhož utrpěl v roce 1798 další zranění. Jako podplukovník se zúčastnil obléhání Kodaně a neúspěšné expedice ve Walcheren. V hodnosti plukovníka (1810) odešel do Španělska, kde bojoval v bitvě u Vitorie a v roce 1813 byl povýšen na generálmajora.
Vyznamenal se v závěrečné fázi napoleonských válek, po bitvě u Waterloo velel 1. armádnímu sboru, s nímž obsadil Paříž. V roce 1815 získal Řád lázně a rakouský vojenský Řád Marie Terezie. Poté velel v různých oblastech v Anglii a v roce 1825 dosáhl hodnosti generálporučíka. V letech 1828–1831 byl vrchním velitelem v Irsku a od roku 1828 též členem irské Tajné rady. Po návratu do Anglie byl za liberály zvolen do Dolní sněmovny (1832–1835), od roku 1832 zastával také čestnou funkci místodržitele v irském hrabství Londonderry, kde vlastnil statky. V parlamentu jako jeden z mála armádních důstojníků podpořil volební reformu a v roce 1835 byl povýšen na barona s členstvím ve Sněmovně lordů. V letech 1835–1837 byl členem státní komise pro reorganizaci armádní správy. Mimo aktivní službu dosáhl hodnosti generála (1841) a nakonec byl povýšen na polního maršála (1855). V roce 1847 po starším bratrovi Georgeovi (1762–1847) zdědil hlavní rodové sídlo Wrotham Park (Middlesex) postavené v polovině 18. století jejich prastrýcem admirálem Johnem Byngem. V roce 1847 získal titul hraběte ze Straffordu.
Byl dvakrát ženatý, jeho druhá manželka Marianne James byla neteří irského místokrále Johna Jeffreyse Pratta, 1. markýze z Camdenu. Z obou manželství měl pět dětí, dědicem titulů byl nejstarší syn z prvního manželství George Byng, 2. hrabě ze Straffordu (1806–1886), který v mládí zastával nižší úřady v britské vládě.